# Aqours CHRONICLE 2015-2017
「Aqours CHRONICLE 2015-2017」（アクア クロニクル にせんじゅうご-にせんじゅうなな）は、Aqoursの1枚目のベストアルバム。2020年10月7日にLantisより発売。

## 概要
「ラブライブ! サンシャイン!!」およびAqoursの結成5周年プロジェクト「Aqours 5th Anniversary 地元愛！Take Me Higher Project」の一環で発売されるアルバムであり、2020年4月4日にその他催しと共に発表された。発売日が10月7日である理由は、この日が2015年のデビューシングル「君のこころは輝いてるかい?」の発売日であるためのもの。
2015年から2017年までの間に「ラブライブ! サンシャイン!!」シリーズを通して発表された楽曲が収録されている。ただし、TVアニメ2期のBlu-ray特典のソロ楽曲は同時発表された「Aqours First Solo Concert Album」に収録され、派生ユニットおよびSaint Snowの楽曲は収録されていない。

## 収録内容

### CD
全作詞：畑亜貴。記載なき楽曲は全てAqours歌唱。

#### Disc1
ナンバリングシングルの楽曲が収録されている。
1. 君のこころは輝いてるかい?
  - 1stシングル
2. Step! ZERO to ONE
3. Aqours☆HEROES
4. 恋になりたいAQUARIUM
  - 2ndシングル
5. 待ってて愛のうた
6. 届かない星だとしても
7. HAPPY PARTY TRAIN
  - 3rdシングル
8. SKY JOURNEY
9. 少女以上の恋がしたい

#### Disc2
TVアニメ第1期のテーマソング、挿入歌シングルの楽曲、Blu-rayの特典曲が収録されている。
1. 青空Jumping Heart
  - TVアニメ1期オープニングテーマ
2. 決めたよHand in Hand
  - 歌：高海千歌(CV.伊波杏樹) , 桜内梨子(CV.逢田梨香子) , 渡辺 曜(CV.斉藤朱夏)
  - TVアニメ1期1話挿入歌
3. ダイスキだったらダイジョウブ!
  - 歌：高海千歌(CV.伊波杏樹) , 桜内梨子(CV.逢田梨香子) , 渡辺 曜(CV.斉藤朱夏)
  - TVアニメ1期3話挿入歌
4. 夢で夜空を照らしたい
  - 歌：高海千歌(CV.伊波杏樹) , 桜内梨子(CV.逢田梨香子) , 渡辺 曜(CV.斉藤朱夏) , 津島善子(CV.小林愛香) , 国木田花丸(CV.高槻かなこ) , 黒澤ルビィ(CV.降幡 愛)
  - TVアニメ1期6話挿入歌
5. 未熟DREAMER
  - TVアニメ1期9話挿入歌
6. 想いよひとつになれ
  - 歌：高海千歌(CV.伊波杏樹) , 松浦果南(CV.諏訪ななか) , 黒澤ダイヤ(CV.小宮有紗) , 渡辺 曜(CV.斉藤朱夏) , 津島善子(CV.小林愛香) , 国木田花丸(CV.高槻かなこ) , 小原鞠莉(CV.鈴木愛奈) , 黒澤ルビィ(CV.降幡 愛)
  - TVアニメ1期11話挿入歌
7. MIRAI TICKET
  - TVアニメ1期13話挿入歌
8. ユメ語るよりユメ歌おう
  - TVアニメ1期エンディングテーマ
9. Pops heartで踊るんだもん！
  - TVアニメ1期Blu-ray第1巻特典曲
10. 空も心も晴れるから
  - 歌：高海千歌(CV.伊波杏樹) , 桜内梨子(CV.逢田梨香子) , 渡辺曜(CV.斉藤朱夏)
  - TVアニメ1期Blu-ray第2巻特典曲
11. Waku-Waku-Week!
  - 歌：津島善子(CV.小林愛香) , 国木田花丸(CV.高槻かなこ) , 黒澤ルビィ(CV.降幡 愛)
  - TVアニメ1期Blu-ray第3巻特典曲
12. Daydream Warrior
  - TVアニメ1期Blu-ray第4巻特典曲
13. G線上のシンデレラ
  - 歌：松浦果南(CV.諏訪ななか) , 黒澤ダイヤ(CV.小宮有紗) , 小原鞠莉(CV.鈴木愛奈)
  - TVアニメ1期Blu-ray第5巻特典曲
14. スリリング・ワンウェイ
  - TVアニメ1期Blu-ray第6巻特典曲
15. 太陽を追いかけろ！
  - TVアニメ1期Blu-ray第7巻特典曲

#### Disc3
TVアニメ第2期のテーマソング、挿入歌シングルの楽曲、Blu-rayの特典曲が収録されている。
1. 未来の僕らは知ってるよ
  - TVアニメ2期オープニングテーマ
2. MY舞☆TONIGHT
  - TVアニメ2期3話挿入歌
3. MIRACLE WAVE
  - TVアニメ2期6話挿入歌
4. 空も心も晴れるから
  - TVアニメ2期7話挿入歌、9人バージョンの音源は初収録
5. Awaken the power
歌：Saint Aqours Snow
  - TVアニメ2期9話挿入歌
6. WATER BLUE NEW WORLD
  - TVアニメ2期12話挿入歌
7. WONDERFUL STORIES
  - TVアニメ2期13話挿入歌
8. 勇気はどこに?君の胸に!
  - TVアニメ2期エンディングテーマ
9. キセキヒカル
  - TVアニメ2期Blu-ray第7巻特典曲

#### Disc4
テーマソングCD、TVアニメテーマソングのカップリング曲、デュオトリオコレクション第1弾、スクフェスコラボシングル第1弾の楽曲および「みんなで作るAqoursの歌」が収録されている。
1. Landing action Yeah!!
  - Aqours Next Step! Project テーマソングCD
2. ハミングフレンド
3. サンシャインぴっかぴか音頭
4. 君の瞳を巡る冒険
  - リアル脱出ゲーム×ラブライブ！サンシャイン!!「孤島の水族館からの脱出」～消えた宝物を取り戻せ！～ イメージソング
5. “MY LIST” to you!
6. 夏への扉 Never end ver.
歌：桜内梨子(CV.逢田梨香子) , 国木田花丸(CV.高槻かなこ) , 小原鞠莉(CV.鈴木愛奈)
7. 真夏は誰のモノ?
歌：黒澤ダイヤ(CV.小宮有紗) , 黒澤ルビィ(CV.降幡 愛)
8. 地元愛♡満タン☆サマーライフ
歌：渡辺 曜(CV.斉藤朱夏) , 津島善子(CV.小林愛香)
9. 夏の終わりの雨音が
歌：高海千歌(CV.伊波杏樹) , 松浦果南(CV.諏訪ななか)
10. ジングルベルがとまらない
  - Aqoursスクフェスコラボシングル第1弾
11. 聖なる日の祈り
12. Future flight 
  - みんなで作るAqoursの歌

### BD[5]
1stシングルから3rdシングルのアニメーションPVおよびTVアニメ1期・2期のダンスシーンを収録。
1. 君のこころは輝いてるかい？
  - 1stシングルアニメーションPV
2. 恋になりたいAQUARIUM
  - 2ndシングルアニメーションPV
3. HAPPY PARTY TRAIN
  - 3rdシングルアニメーションPV
4. 青空Jumping Heart
  - TVアニメ1期オープニング映像
5. 決めたよHand in Hand
  - TVアニメ1期第1話
6. ダイスキだったらダイジョウブ！
  - TVアニメ1期第3話
7. 夢で夜空を照らしたい
  - TVアニメ1期第6話
8. 未熟DREAMER
  - TVアニメ1期第9話
9. 想いよひとつになれ
  - TVアニメ1期第11話
10. MIRAI TICKET
  - TVアニメ1期第13話
11. ユメ語るよりユメ歌おう
  - TVアニメ1期エンディング映像
12. 未来の僕らは知ってるよ
  - TVアニメ2期オープニング映像
13. MY舞☆TONIGHT
  - TVアニメ2期第3話
14. 君のこころは輝いてるかい？
  - TVアニメ2期第3話
15. MIRACLE WAVE
  - TVアニメ2期第6話
16. Awaken the power
  - TVアニメ2期第9話
17. WATER BLUE NEW WORLD
  - TVアニメ2期第12話
18. WONDERFUL STORIES
  - TVアニメ2期第13話
19. 勇気はどこに？君の胸に！
  - TVアニメ2期エンディング映像

### ユニットメンバー
1. ↑  高海千歌（伊波杏樹）、桜内梨子（逢田梨香子）、松浦果南（諏訪ななか）、黒澤ダイヤ（小宮有紗）、渡辺曜（斉藤朱夏）、津島善子（小林愛香）、国木田花丸（高槻かなこ）、小原鞠莉（鈴木愛奈）、黒澤ルビィ（降幡愛）